# Nato (Vohipeno)
Nato è una città e comune del Madagascar situata nel distretto di Vohipeno, regione di Vatovavy-Fitovinany. 
La popolazione del comune rilevata nel censimento 2001 era pari a 8 570 unità.